# Peripatus ruber
Peripatus ruber is een ongewerveld dier dat behoort tot de stam van de fluweelwormen (Onychophora). De wetenschappelijke naam van de soort werd voor het eerst geldig gepubliceerd door Fuhrmann in 1913. Peripatus ruber is endemisch in Costa Rica.

## Voorkomen
Peripatus ruber komt alleen voor in bergbossen op circa 2000 meter boven zeeniveau in het kanton Goicoechea nabij de vulkaan Irazú in de provincie San José in Costa Rica. Fluweelwormen uit Guatemala en Panama werden in het verleden ook aan de soort toegeschreven, maar worden tegenwoordig als zelfstandige soorten beschouwd.

## Kenmerken
Peripatus ruber heeft, zoals de soortnaam al aangeeft, een rode kleur. 